# Babette
Babette ist ein weiblicher Vorname. Es ist eine deutsche und französische Verkleinerungsform sowohl des Vornamens Barbara als auch von Elisabeth.

## Varianten
- Babett
- Babbett
- Babbette
- Betti (Wetti österreichisch und bairisch)

## Namensträger
Babette
- Babette Allram (1794–1872), deutsche Opernsängerin und Theaterschauspielerin
- Babette von Bülow, Pseud. Hans Arnold, geb. Eberty (1850–1927), deutsche Schriftstellerin
- Babette Cole (1950–2017), englische Schriftstellerin
- Babette Deutsch (1895–1982), amerikanische Schriftstellerin, Übersetzerin und Literaturkritikerin
- Babette Devrient-Reinhold (1863–1940), deutsch-österreichische Theater- und Filmschauspielerin
- Babette Gross (1898–1990), deutsche Publizistin
- Babette Haag (* 1967), deutsche Perkussionistin
- Babette Ihle (1871–1943), badische Mundartdichterin
- Babette von Kienlin, geb. Einstmann (* 1962), deutsch-britische Fernsehmoderatorin
- Babette Koblenz (* 1956), deutsche Komponistin
- Babette Koch (1771–1807), Jugendfreundin Ludwig van Beethovens
- Babette Michel (* 1965), deutsche Hörfunk-Journalistin und Ostafrika-Expertin
- Babette Pfefferlein (* 1973), deutsche Politikerin
- Babette Preußler (* 1968), deutsche Eiskunstläuferin
- Babette Simon (* 1960), deutsche Medizinerin und Hochschullehrerin
- Babette van Veen (* 1968), niederländische Schauspielerin und Sängerin
- Babette Winter (* 1964), deutsche Chemikerin und Politikerin

Babett
- Babett Arens (* 1959), österreichische Schauspielerin und Theaterregisseurin
- Babett Grube (* 1980), deutsche Theaterregisseurin
- Babett Ikker (* 1982/1983), deutsche Schauspielerin
- Babett Klimmeck (* 1967/68), deutsche Filmarchitektin
- Babett Konau (* 1978), deutsches Fotomodell
- Babett Peter (* 1988), deutsche Fußballspielerin